# 栃尾発電所
栃尾発電所（とちおはつでんしょ）は、岐阜県高山市奥飛騨温泉郷今見に設置された水路式の水力発電所である。

## 概要
北陸電力により、1957年（昭和32年）6月に運用開始された水力発電所。発電機が設置されている本館は、高山市奥飛騨温泉郷今見の神通川支流蒲田川右岸 標高約770mの場所にある。発電機は1基で、発電用水車は立軸ペルトン水車である。取水施設は新穂高の蒲田川右岸（標高約1,070m地点）の中崎発電所にあり、落差は約300m（有効落差292m）、最大使用水量は6,200m3/sec、集水面積は67.25km2である。建設時の最大出力は14,800kWであった。

## アクセス
- 発電所本館は、濃飛バス栃尾温泉バス停の西800m。
- 取水施設は中崎発電所本館前にあり、新穂高ロープウェイの新穂高温泉駅の南西約300m、濃飛バス新穂高温泉バス停の西すぐ。